# Hoàng Thạch
Hoàng Thạch (tiếng Trung: 黄石市, bính âm: Huángshí Shì, âm Hán-Việt: Hoàng Thạch thị) là một địa cấp thị tại tỉnh Hồ Bắc, Trung Quốc.

## Các đơn vị hành chính
- Quận: Hoàng Thạch Cảng, Tây Tắc Sơn, Hạ Lục, Thiết Sơn
- Huyện: Dương Tân
- Thành phố cấp huyện: Đại Dã